# Abdennour Baya
Abdennour Baya (en arabe : عبد النور بايا) est un footballeur international algérien né le 25 mars 1958 à Boudouaou dans la wilaya de Boumerdès. Il évoluait au poste d'avant-centre.

## Biographie

### En club
Il évoluait en première division algérienne avec les clubs de l'USM El Harrach et le WA Boufarik puis il revient finir sa carrière footballistique dans son club formateur.

### En équipe nationale
Il reçoit une seule sélection en équipe d'Algérie en 1980. Son seul match a eu lieu le 19 novembre 1980 contre la Pologne (défaite 5-1).

## Palmarès
USM El Harrach
- Championnat d'Algérie :
  - Vice-champion : 1991-92.